# Златният компас (филм)
Златният компас (на английски: The Golden Compass) е фентъзи филм от 2007 година, адаптация на романа на Филип Пулман „Северно сияние“ (Northern Lights) от трилогията „Тъмните му материи“ (His Dark Materials).

## Актьорски състав
| Актьор         | Роля                  |
| -------------- | --------------------- |
| Дакота Ричардс | Лира Балекуа          |
| Даниел Крейг   | лорд Азриел           |
| Ева Грийн      | Серафина Пекала       |
| Никол Кидман   | г-жа Колтър           |
| Фреди Хаймор   | Панталеймон (глас)    |
| Сам Елиът      | Лий Скорзби           |
| Иън Маккелън   | Йорек Бирнисон (глас) |

## Награди и номинации
| Награда                              | Категория                                    | Номиниран(и)                                 | Резултат  |
| ------------------------------------ | -------------------------------------------- | -------------------------------------------- | --------- |
| Награди на филмовата академия на САЩ | Най-добри визуални ефекти                    | Най-добри визуални ефекти                    | награда   |
| Награди на филмовата академия на САЩ | Най-добри декори                             | Най-добри декори                             | номинация |
| Награда на БАФТА                     | Най-добри специални визуални ефекти          | Най-добри специални визуални ефекти          | награда   |
| Сатурн                               | Най-добър фентъзи филм                       | Най-добър фентъзи филм                       | номинация |
| Сатурн                               | Най-добри костюми                            | Най-добри костюми                            | номинация |
| Сатурн                               | Най-добри специални ефекти                   | Най-добри специални ефекти                   | номинация |
| Сатурн                               | Най-добър млад актьор                        | Дакота Ричардс                               | номинация |
| Награда „Хюго“                       | Най-добро сценично представяне (дълга форма) | Най-добро сценично представяне (дълга форма) | номинация |